# Championnat d'Éthiopie de football 2015-2016
Navigation
Saison précédente Saison suivante
La saison 2015-2016 du Championnat d'Éthiopie de football est la soixante-dixième édition de la première division en Éthiopie, la National League. Elle regroupe, sous forme d'une poule unique, quatorze équipes du pays qui se rencontrent deux fois au cours de la compétition, à domicile et à l'extérieur. À l'issue de la saison, pour permettre l'extension du championnat à seize équipes, les deux derniers du classement sont relégués et remplacés par les quatre meilleurs clubs de deuxième division. 
C'est le club de Saint-George SC, double tenant du titre, qui remporte à nouveau la compétition cette saison après avoir terminé en tête du classement final, avec dix points d'avance sur l'Ethiopian Coffee Sport Club et onze sur Adama City. Il s'agit du vingt-huitième titre de champion d'Éthiopie de l'histoire du club, qui réussit même le doublé en s'imposant en finale de la Coupe d'Éthiopie face à Defence Force.

## Les clubs participants
| - EEPCO - Ethiopian Coffee Sport Club - Awassa City FC - Dedebit FC - Dasheen Beer FC - Defence Force SC - Sidama Bunna FC | - Adama City - Arba Minch Textile FC - Dire Dawa City - Promu de D2 - Commercial Bank of Ethiopia SA - Saint-George SC - Hadiya Hosana FC - Promu de D2 - Welayta Dicha FC |

## Compétition
Le barème de points servant à établir les classements se décompose ainsi :
- Victoire : 3 points
- Match nul : 1 point
- Défaite : 0 point

### Classement
| Rang | Équipe                         | Pts | J  | G  | N  | P  | Bp | Bc | Diff |
| ---- | ------------------------------ | --- | -- | -- | -- | -- | -- | -- | ---- |
| 1    | Saint-George SC'T'C            | 55  | 26 | 16 | 7  | 3  | 37 | 12 | +25  |
| 2    | Ethiopian Coffee Sport Club    | 45  | 26 | 13 | 6  | 7  | 28 | 21 | +7   |
| 3    | Adama City                     | 44  | 26 | 13 | 5  | 8  | 31 | 21 | +10  |
| 4    | Dedebit FC                     | 39  | 26 | 11 | 6  | 9  | 37 | 33 | +4   |
| 5    | Sidama Bunna FC                | 36  | 26 | 8  | 12 | 6  | 25 | 23 | +2   |
| 6    | Commercial Bank of Ethiopia SA | 35  | 26 | 7  | 14 | 5  | 19 | 14 | +5   |
| 7    | Awassa City FC                 | 35  | 26 | 9  | 8  | 9  | 32 | 35 | -3   |
| 8    | Welayta Dicha FC               | 35  | 26 | 8  | 11 | 7  | 18 | 21 | -3   |
| 9    | Arba Minch Textile FC          | 33  | 26 | 7  | 12 | 7  | 25 | 20 | +5   |
| 10   | Defence Force SC               | 33  | 26 | 7  | 12 | 7  | 22 | 20 | +2   |
| 11   | Dire Dawa CityP                | 30  | 26 | 8  | 6  | 12 | 22 | 31 | -9   |
| 12   | EEPCO                          | 30  | 26 | 8  | 6  | 12 | 23 | 34 | -11  |
| 13   | Dashen Beer FC                 | 28  | 26 | 6  | 10 | 10 | 22 | 28 | -6   |
| 14   | Hadiya Hosana FCP              | 8   | 26 | 1  | 5  | 20 | 22 | 50 | -28  |

|  | Qualification pour la Ligue des champions de la CAF 2017                                |
|  | Qualification pour la Coupe de la confédération 2017                                    |
|  | Relégation directe en deuxième division                                                 |
|  | T : Tenant du titre C : Vainqueur de la Coupe d'Éthiopie P : Promu de deuxième division |

## Bilan de la saison
| Championnat d'Éthiopie de football 2015-2016 |                             |
| Champion                                     | Saint-George SC (28e titre) |
| Coupes et trophées                           |                             |
| Vainqueur de la Coupe d'Éthiopie 2015-2016   | Saint-George SC             |
| Qualifications continentales                 |                             |
| Ligue des champions de la CAF 2017           | Saint-George SC             |
| Coupe de la confédération 2017               | Defence Force SC            |
| Promotions et relégations                    |                             |
| Promus en National League                    | Fasil Ketema FC             |
| Promus en National League                    | Woldia SC                   |
| Promus en National League                    | Jimma Aba Bunna             |
| Promus en National League                    | Addis Abeba Ketema          |
| Relégués en Second League                    | Dashen Beer FC              |
| Relégués en Second League                    | Hadiya Hosana FC            |